# Pointe de l'Androsace
La Pointe de l'Androsace (4.107 m s.l.m.) è una montagna del Massiccio del Monte Bianco. Si trova sul confine tra l'Italia e la Francia.
È inserita nella lista secondaria delle Vette alpine superiori a 4000 metri.

## Caratteristiche
La Pointe de l'Androsace si eleva lungo la cresta Kuffner, che si diparte verso nord-est dalla vetta del Monte Maudit e devia a est prima del Col Maudit verso la Tour Ronde.

## Bivacchi
- Bivacco della Brenva - 3060 m
- Bivacco Corrado Alberico - Luigi Borgna - 3674 m